# Парижский сапожник
«Парижский сапожник» — советский полнометражный чёрно-белый немой художественный фильм, поставленный на Ленинградской кинофабрике акционерного общества «Совкино» в 1927 году режиссёрами Фридрих Эрмлер и В. Портновым по повести Николая Никитина «Преступление Кирика Руденко». Картина имеет подзаголовок: «Драма в 6 частях».

## Сюжет
Девушка-комсомолка Катя Карнакова (Вероника Бужинская) — любимица маленького провинциального городка Старая Лопша — всерьёз увлеклась комсомольцем Андреем (Валерий Соловцов) и не скрывает этого от окружающих. Спустя некоторое время она сообщает Андрею о беременности. Но рождение ребёнка не входит в планы Андрея по строительству «светлого будущего» в международном масштабе. Поначалу он пытается поговорить по этому поводу с секретарём комсомола Гришей Соколовым (Семён Антонов), но тот суёт ему книгу-сборник под редакцией Н. А. Семашко «Проблемы пола», давая понять, что разговор окончен. Андрей обращается со своей проблемой к бузотёру Мотьке Тунделю (Яков Гудкин). Тот даёт ему совет опозорить Катю. Андрей предлагает Кате затемно прийти к оврагу, но вместо Андрея её встречают чужие парни из местной шпаны. Катя собирается уйти, но Мотька Тундель уговаривает её присесть и передаёт записку от Андрея, в которой тот предлагает Кате сойтись сразу с несколькими «надёжными» парнями.

## В ролях
- Вероника Бужинская — любимица Старой Лопши — Катя Карнакова
- Валерий Соловцов — комсомолец Андрей Горюнов — любит фасон, девчат и «международный масштаб»
- Яков Гудкин — Мотька Тундель — бузотёр и враг «комсы», для шпаны — свой в доску парень
- Семён Антонов — Гриша Соколов — секретарь комсомола, по прозвищу «организованный старик»
- Фёдор Никитин — глухонемой сапожник Кирик Руденко — обувал ребят по последнему «парижскому фасону»
- Бэлла Чернова — сортировщица Лидушка — по кличке «цыганская злость» — любит романсы и «луну», как с «правой», так и с «левой» стороны
- Варвара Мясникова — активистка Ольга
- О. Горцева — мать Андрея (в титрах не указана)
- Валерий Плотников — отец Андрея (в титрах не указан)
- Александр Мельников — комсомолец (в титрах не указан)

## Съёмочная группа
- Сценарий — Николая Никитина, Бориса Леонидова (по повести Николая Никитина «Преступление Кирика Руденко»)
- Режиссёры — Фридрих Эрмлер, В. Портнов (в титрах не указан)
- Операторы — Евгений Михайлов, Глеб Буштуев (в титрах не указан)
- Художники — Евгений Михайлов, Глеб Буштуев (в титрах не указан)